# Diocese de Estância
A Diocese de Estância (em latim: Dioecesis Stantianus) é uma circunscrição eclesiástica da Igreja Católica no Brasil, pertencente à Província Eclesiástica de Aracaju e ao Conselho Episcopal Regional Nordeste III da Conferência Nacional dos Bispos do Brasil, sendo sufragânea da Arquidiocese de Aracaju. A sé episcopal está na Catedral de Nossa Senhora de Guadalupe, na cidade de Estância, no estado de Sergipe.

## Histórico
A Diocese de Estância (Dioecesis Stantianus) foi criada a 30 de abril de 1960 pela bula Ecclesiarum omnium do Papa João XXIII, com território oriundo da Arquidiocese de Aracaju.

## Demografia e paróquias
O território da diocese tem uma área de 6 650 km.2 e é organizado em 28 paróquias. Em 2021, havia no território uma população de 511 523 habitantes, dos quais 78,2% eram católicos.
A diocese abrange os seguintes municípios: Estância, Arauá, Boquim, Cristinápolis, Indiaroba, Itabaianinha, Lagarto, Pedrinhas, Poço Verde, Riachão do Dantas, Salgado, Santa Luzia do Itanhy,Simão Dias, Tobias Barreto, Tomar do Geru, Umbaúba.[carece de fontes?]

## Bispos
Ao longo de sua história, a diocese teve cinco bispos.
|        | Nome                                  | Período      | Notas                              |
| Bispos | Bispos                                | Bispos       | Bispos                             |
| ------ | ------------------------------------- | ------------ | ---------------------------------- |
| 5º     | José Genivaldo Garcia                 | 2022 - atual |                                    |
| 4º     | Giovanni Crippa                       | 2014-2021    | Nomeado bispo de Ilhéus            |
| 3º     | Marco Eugênio Galrão Leite de Almeida | 2003-2013    | Nomeado bispo auxiliar de Salvador |
| 2º     | Hildebrando Mendes Costa              | 1986-2003    | Renunciou por limite de idade.     |
| 1º     | José Bezerra Coutinho                 | 1961-1985    | Renunciou por limite de idade.     |